# 嘉興大廈
嘉興大廈是中華人民共和國上海市浦東新區陸家嘴竹園商貿區東方路濰坊路交叉口的一座商務樓，高98米，共26樓，嘉興市政府是該大樓建設投資方之一，大樓於1993年8月開工，1996年10月竣工。